# Paoli (Colorado)
Paoli es un pueblo ubicado en el condado de Phillips en el estado estadounidense de Colorado. En el Censo de 2010 tenía una población de 34 habitantes y una densidad poblacional de 43,04 personas por km².

## Geografía
Paoli se encuentra ubicado en las coordenadas 40°36′46″N 102°28′19″O / 40.61278, -102.47194. Según la Oficina del Censo de los Estados Unidos, Paoli tiene una superficie total de 0.79 km², de la cual 0.79 km² corresponden a tierra firme y (0%) 0 km² es agua.

## Demografía
Según el censo de 2010, había 34 personas residiendo en Paoli. La densidad de población era de 43,04 hab./km². De los 34 habitantes, Paoli estaba compuesto por el 100% blancos, el 0% eran afroamericanos, el 0% eran amerindios, el 0% eran asiáticos, el 0% eran isleños del Pacífico, el 0% eran de otras razas y el 0% pertenecían a dos o más razas. Del total de la población el 0% eran hispanos o latinos de cualquier raza.